# 李星学
李星学（1917年4月8日—2010年10月31日），笔名行之，男，湖南郴县人，中国古植物学家、地层学家，中国科学院南京地质古生物研究所研究员。

## 生平
生于湖南郴县。1942年毕业于国立重庆大学地质系。1980年当选为中国科学院学部委员（院士）。